# Onthophagus ornaticollis
Onthophagus ornaticollis es una especie de insecto del género Onthophagus, familia Scarabaeidae, orden Coleoptera.

Fue descrita científicamente por Gillet en 1930.